# 蒂耶弗盧山
46°46′51.7″N 9°44′05.7″E / 46.781028°N 9.734917°E

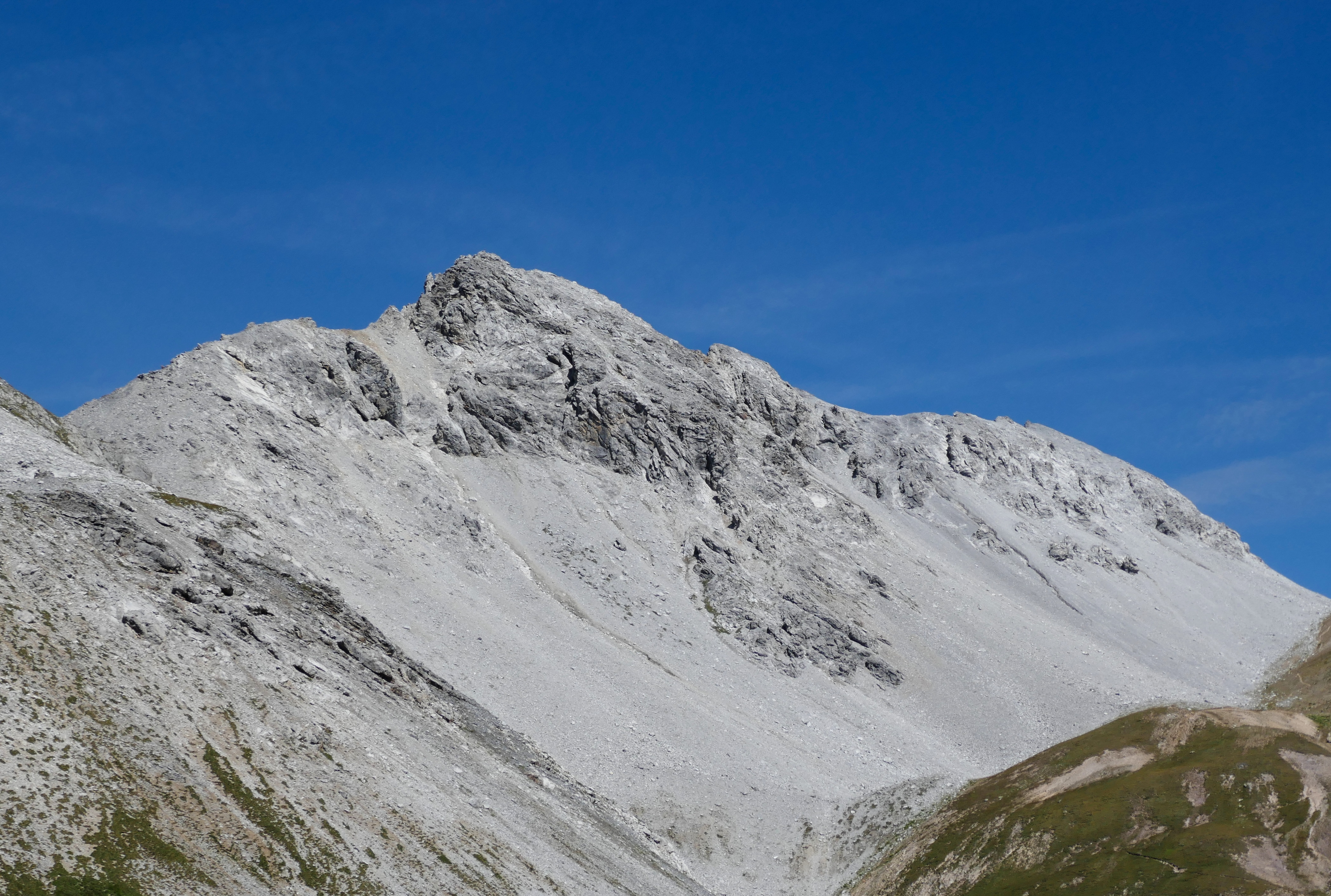

蒂耶弗盧山（Tiejer Flue），是瑞士的山峰，位於該國東南部，由格勞賓登州負責管轄，屬於普萊蘇爾阿爾卑斯山脈的一部分，海拔高度2,781米，每年平均降雨量1,729毫米。